# Cantone di Saint-Hilaire
Il Cantone di Saint-Hilaire era una divisione amministrativa dell'arrondissement di Limoux.
A seguito della riforma approvata con decreto del 21 febbraio 2014, che ha avuto attuazione dopo le elezioni dipartimentali del 2015, è stato soppresso.

## Composizione
Comprendeva i comuni di:
- Belcastel-et-Buc
- Caunette-sur-Lauquet
- Clermont-sur-Lauquet
- Gardie
- Greffeil
- Ladern-sur-Lauquet
- Pomas
- Saint-Hilaire
- Saint-Polycarpe
- Verzeille
- Villardebelle
- Villar-Saint-Anselme
- Villebazy
- Villefloure